# Oncidium platynaris
Oncidium platynaris är en orkidéart som först beskrevs av Stig Dalström, och fick sitt nu gällande namn av Mark W. Chase och Norris Hagan Williams. Oncidium platynaris ingår i släktet Oncidium och familjen orkidéer. Inga underarter finns listade i Catalogue of Life.